# Wolność lub śmierć
Wolność lub śmierć – album polskiego zespołu RAC Konkwista 88, wydany w 1993 roku przez Fan Records w ilości przekraczającej 15 tysięcy egzemplarzy jako kaseta. W rok później album został wydany jako płyta przez Thor Records. W 2012 roku nakładem Patriot RCD ukazało się kolejne wznowienie.

## Lista utworów
Opracowano na podstawie materiału źródłowego.
1. „Znaki prawdy” – 4:09
2. „Skinheads” – 3:15
3. „Prawdziwe życie” – 4:40
4. „Wolność lub śmierć” – 5:34
5. „Słoneczny krąg” – 5:19
6. „RPA (R.S.A.)” – 3:38
7. „Strażnicy granic” – 3:01
8. „W pogoni za swym cieniem” – 3:46
9. „Nie chcę już waszych kłamstw” – 2:44
10. „Bramy Valhalli” – 6:43

Utwory dodatkowe
1. „Urodzony na nowo” – 6:08 (bonus)
2. „Kiedy sen stanie się jawą” – 4:37 (bonus)